# Dar Ben Abdellah
Dar Ben Abdellah (em árabe: دار بن عبد الله) é uma comuna localizada na província de Relizane, Argélia. De acordo com o censo de 2008, a população total da cidade era de 3 499 habitantes.